# Leopold de Waelplaats
De Leopold de Waelplaats voorheen de Volksplaats is een sigaarvormige pleinstraat in de Antwerpse wijk Het Zuid. Ze werd gebouwd op de gronden van de voormalige Spaanse citadel en vormde in haar geschiedenis regelmatig het centrum van het Antwerpse culturele en gastronomische uitgangsleven. Er komen elf straten op uit en is hierdoor een eerder druk verkeersknoopunt.

## Geschiedenis

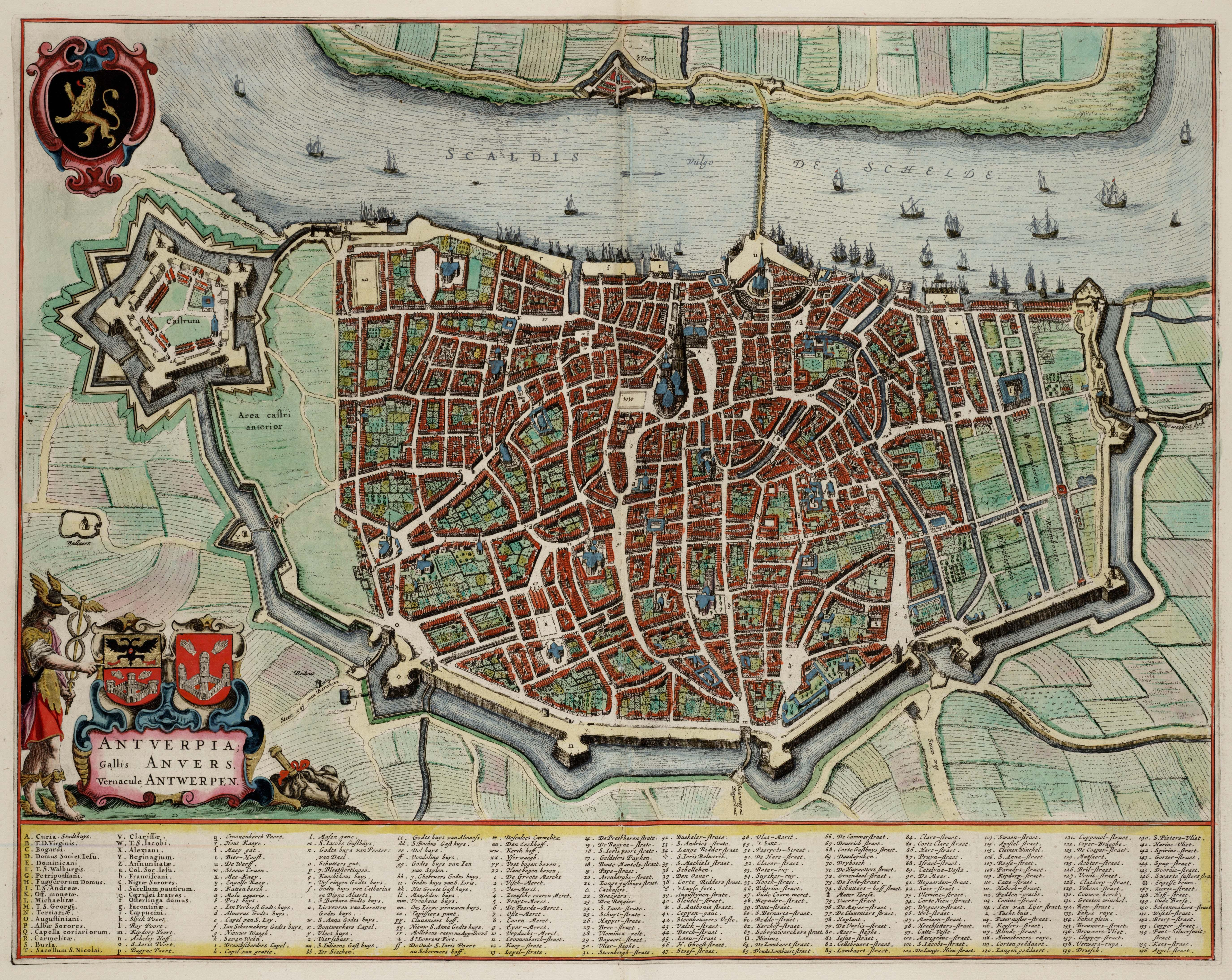
Spaanse citadel linksboven

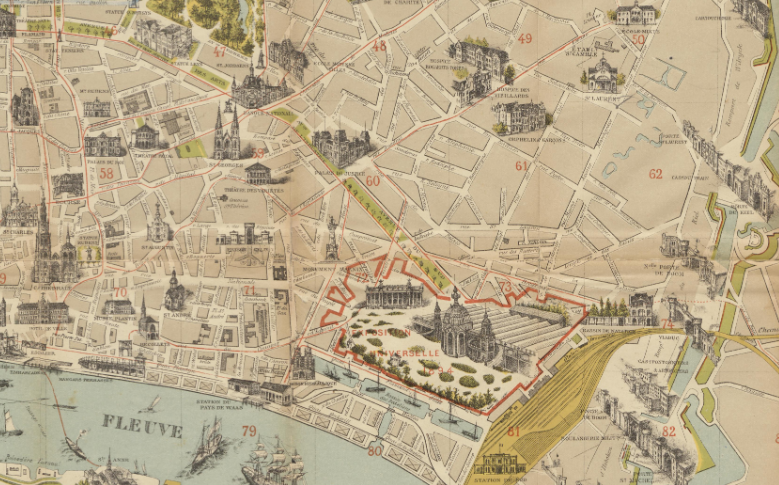
Zone wereldtentoonstelling 1894

De Leopold de Waelplaats was oorspronkelijk als Volksplaats onderdeel van de grotere Volkstraat, maar kreeg in 1894 haar nieuwe naam ter ere van de overleden Leopold de Wael (1821-1892), die vanaf 1872 tot aan zijn dood liberaal burgemeester was van Antwerpen.
- 1567 aan de zuidrand van Antwerpen bouwt de Spaanse Hertog van Alva een citadel.
- 1881 de sloop van de Spaanse citadel is voltooid.
- 1875 de beslissing valt om een kunstmuseum te bouwen op de vrijgekomen gronden op het Zuid, waar ooit de Spaanse citadel stond.
- 1884-1890 bouw en opening van het Koninklijk Museum voor Schone Kunsten Antwerpen op het nummer 1.
- 1894 de locatie en wijk wordt gebruikt voor het opzetten van een Congolees dorp tijdens de wereldtentoonstelling. De naam Volksplaats maakt plaats voor Leopold de Waelplaats.
- 1903 bouw van de Antwerpse Hippodroom op het nummer 24 door de 'Société Anonyme Hippodrome Paleis' van Joseph Charles Verstappen.
- In 1904 krijgt de Hippodroom een nieuwe buur: het huizenblok tussen de Museumstraat en Verlatstraat, waarvan de eveneens neobarokke gevelwand als één geheel werd ontworpen door architect Willem Van Oenen.
- 1959 sluiting van de Hippodroom
- 1969 de demping van de nabij gelegen Zuiderdokken is een extra gebeurtenis die de wijk sterk zal veranderen
- 1973 afbraak van de Hippodroom.
- In de jaren 80 is de wijk nog een schaduw van weleer tot kunstenaars de wijk herontdekken en de kentering wordt ingezet naar een tweede bloeiperiode
- 1990 op de locatie van de Hippodroom verrijst een nieuw gebouw met supermarkt, winkels, kantoren en appartementen naar een ontwerp door architect Marc Corbiau.
- In de jaren 90 herleeft de horeca en het uitgangsleven.
- Ann Demeulemeester ontwierp in 1999 een grote, ronde gietijzeren zitbank die voor het KMSKA geplaatst werd en gebruikt wordt als ontmoetingsplek.
- 2011 het Koninklijk Museum voor Schone Kunsten Antwerpen sluit voor renovatie
- 2022 heropening van het Koninklijk Museum voor Schone Kunsten Antwerpen.

## Inrichting
- enkelvoudige autobaan aan beide zijden met centrale tramsporen tussen 2 rondpunten
- Museum voor Schone Kunsten, huisnr. 1
  - waterpartij Diepe Fontein van de Spaanse beeldhouwster Cristina Iglesias
  - omringende tuin met beelden
- Leopold de Waelstraat 18, 20 en 22.[1]
  - Woningen en winkelhuizen van de hand van Joseph Charles Verstappen
- Hippodroom - huisnr. 24
  - 1903 Het hippodroompaleis van Antwerpen - De cirk van de hand van Joseph Charles Verstappen
  - 1990 multifunctionele nieuwbouw Hippodroom
    - Appartementen
    - Kantoren
    - Supermarkts
    - Winkels
- veelvuldige horeca op diverse huisnummers
- In een haalbaarheidsstudie naar een nieuwe premetrotunnel onder het Antwerpse stadscentrum werd de bouw van een premetrostation Museum aan de zuidkant van het plein bestudeerd, maar er is nog geen zicht op een eventuele concrete realisatie.